# Fuleco
Cet article concerne la mascotte de la coupe du monde de football 2014. Pour les autres mascottes de coupe du monde, voir Mascotte de la Coupe du monde de football.

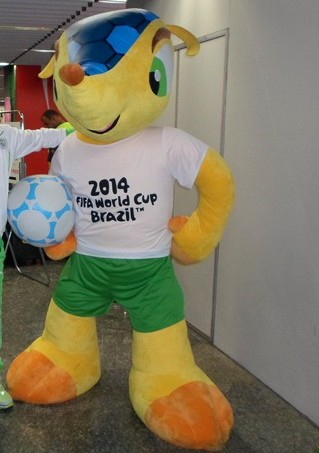
La mascotte

Fuleco est la mascotte de la Coupe du monde de football de 2014 qui se déroule au Brésil. Inspirée d'un tatou à trois bandes typique du pays, la carapace de la mascotte est bleue et le reste de son corps est jaune.

## Symbolique

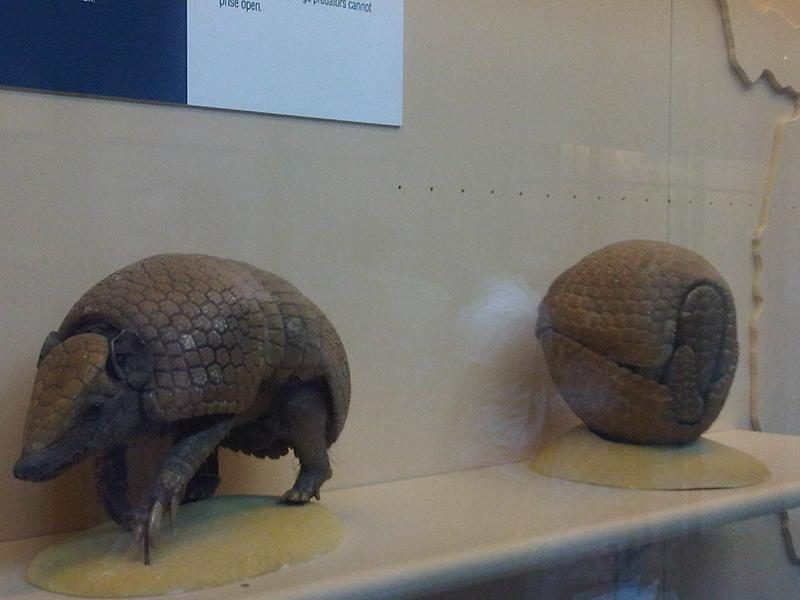
Tatou à trois bandes du Brésil (Tolypeutes tricinctus).

Fuleco est un tatou à trois bandes du Brésil (Tolypeutes tricinctus), une espèce en voie de disparition. 
Ce tatou, capable de se replier en forme de ballon quand il est menacé, est surnommé par les Brésiliens Tatu-bola-da-caatinga, « tatou-boule de la caatinga ».
Son nom est le mot-valise de futebol (« football ») et ecologia (« écologie »).

## Controverse polémique
Des détracteurs de l'organisation de cette coupe du monde ont déploré le choix de ce nom pour la mascotte, car d'une part ce mot signifierait « cul » dans l'argot local de plusieurs régions et d'autre part « Fuleco », est très proche de « Fuleiro » qui désigne une personne peu digne de confiance,.
Une autre polémique éclate à son sujet le 21 juin 2014, en pleine Coupe du monde, en effet, une vidéo amateur surprend l'homme qui incarne la mascotte Fuleco en train d'effectuer une danse à connotation "sexuelle" lors d'un défilé.